# Sebastian Ghiță
Sebastian Aurelian Ghiță (n. 10 noiembrie 1978, Ploiești, România), cunoscut sub porecla „Copilu'”, este un om de afaceri și fost politician român care deține grupul Asesoft și postul de televiziune România TV. Acesta a ocupat funcția de deputat în legislatura 2012-2016 în Camera Deputaților, fiind reprezentant al colegiului uninominal 4 din județul Prahova, din partea Partidului Social Democrat.
Sebastian Ghiță a intrat în lumea afacerilor încă din liceu, în domeniul informaticii, materie la care a fost și olimpic.
În octombrie 2009, averea lui era estimată la 90-100 milioane euro.
La data de 23 octombrie 2011 a fondat postul de televiziune România TV.
La data de 9 decembrie 2012 a câștigat funcția de deputat de Prahova pe listele USL. În cadrul activității sale Parlamentare, Sebastian-Aurelian Ghiță a fost membru în grupul parlamentar de prietenie cu Regatul Unit al Marii Britanii și Irlandei de Nord. 
Între august 2016 și februarie 2017 a fost membru PRU.

## Controverse
În anul 2002 a fost trimis în judecată în dosarul „Tracia – Asesoft”, fiind acuzat de complicitate la înșelăciune și fals în declarații, în legătură cu mai multe tranzacții petroliere care au dus la prejudicierea bugetului de stat cu 20 de miliarde de lei vechi.
Pe 3 martie 2016 Curtea de Apel București a constatat definitiv intervenirea prescripției în acest dosar, Sebastian Ghiță scăpând de acuzații.
Pe 29 iulie 2015 Sebastian Ghiță a fost trimis în judecată de DNA pentru dare de mită, instigare la abuz în serviciu și spălare de bani. În acest dosar a fost trimis în judecată și fostul primar al Ploieștiului Iulian Bădescu.
Pe 29 iunie 2016 Sebastian Ghiță a fost trimis în judecată de DNA pentru două infracțiuni de dare de mită, cumpărare de influență, spălare de bani, șantaj, și conducere a unui vehicul fără permis.
Pe 28 iunie 2019 Înalta Curte de Caasație și Justiție l-a achitat definitiv pe Sebastia Ghiță în acest dosar.
Pe 17 octombrie 2022 Sebastian Ghiță a fost trimis în judecată de DNA pentru trafic de influență în dosarul Taxă pentru obținerea de contracte IT. 
În septembrie 2016, Sebastian Ghiță s-a autodenunțat la Parchet: „Am participat la măsluirea raportului de expertiză privind teza de doctorat a Codruței Kövesi”.
La o săptămână după această dispariție, la postul de televiziune deținut de Sebastian Ghiță, România TV, au început să fie difuzate o serie de înregistrări nedatate, înregistrări în care acesta aducea acuzații grave la adresa procurorului șef al DNA, Laura Codruța Kövesi, respectiv a generalului SRI Florian Coldea. Acesta din urmă a și fost demis în urma respectivelor dezvăluiri.
Pe 14 aprilie 2017, autoritățile sârbe și române au anunțat reținerea lui Sebastian Ghiță de către poliția din Belgrad. După o lună și jumătate a fost eliberat din arestul preventiv și menținut în arest la domiciliu, pentru o cauțiune de 200.000 de euro. 